# NCSM CH-15
Le NCSM CH-15 est un sous-marin britannique de classe H, commandé à l’origine pour la Royal Navy sous le nom de H15 pendant la Première Guerre mondiale. Construit aux États-Unis, alors pays neutre, le sous-marin a été retenu par le gouvernement des États-Unis jusqu’après l’entrée de ce pays dans la guerre. Entré en service tout à la fin de la guerre, le sous-marin ne vit aucune action et fut stationné aux Bermudes après la cessation des hostilités. Le sous-marin a été offert au Canada en 1919. Il a été en service dans la Marine royale canadienne de 1921 à 1922 sous le nom de CH-15. Le sous-marin a été vendu à la ferraille et démoli en 1927.

## Conception
Commandée dans le cadre du Programme d’urgence de guerre de Bethlehem Steel des États-Unis, la classe H a été construite dans deux chantiers navals, Canadian Vickers à Montréal et le Fore River à Quincy (Massachusetts), selon la conception américaine de la classe H,. Ces bateaux avaient un déplacement de 370 tonnes en surface, et de 441 t en immersion. Ils avaient une longueur totale de 45,80 m, avec un maître-bau de 4,67 m, et un tirant d'eau de 3,68 m. Ils avaient un effectif de 4 officiers et 18 marins,.
Ils étaient propulsés par un moteur Diesel Vickers à deux temps d’une puissance de 480 ch (360 kW) et par deux moteurs électriques fournissant chacun une puissance de 320 ch (240 kW). Le sous-marin avait une vitesse maximale en surface de 13 nœuds (24 km/h). En utilisant ses moteurs électriques, le sous-marin pouvait naviguer en immersion à 10 nœuds (19 km/h). Il transportait 16 tonnes de carburant. Les sous-marins britanniques de classe H avaient un rayon d'action de 1 600 milles marins (2 963 km) à la vitesse de 10 nœuds (19 km/h). La classe H avait une profondeur de plongée théorique de 200 mètres (660 pieds).
Les sous-marins britanniques de classe H étaient armés de quatre tubes lance-torpilles de 18 pouces (457 mm) dans l’étrave. Les sous-marins emportaient six torpilles,.

## Engagements

### Service dans la Royal Navy
En novembre 1914, la Royal Navy a contracté Bethlehem Steel pour construire un lot de sous-marins de classe H à leur chantier naval Fore River de Quincy à Quincy (Massachusetts). Ces navires ne devaient être armés qu’à Montréal. Ce deuxième lot a été saisi par le gouvernement américain en raison de leur neutralité à l’époque, et ils n’ont été libérés qu’après l’entrée en guerre des États-Unis en 1917. Le H15 était l’un de ces bateaux. Pendant sa construction, le sous-marin a été accidentellement coulé à son poste d’amarrage en décembre 1917 dans 30 pieds (9,1 m) d’eau lors de son aménagement. Cela retarde son achèvement de six mois. Le H15 est finalement déclaré terminé le 14 août 1918,.
Le 9 novembre 1918, le H15 quitte New York et part pour les Bermudes. Cependant, alors qu’il était en route, la Première Guerre mondiale prit fin et, à son arrivée aux Bermudes, le H15 y resta en réserve,. À la mi-décembre 1918, son équipage part à bord de navires pour retourner au Royaume-Uni.

### Service dans la Marine royale canadienne
Le 7 février 1919, la Royal Navy transfère officiellement le H15 et son sister-ship H14 à la Marine royale canadienne. Les deux bateaux, tous deux encore aux Bermudes, étaient inutilisés depuis décembre. Toutefois, même si le Royaume-Uni avait offert les deux sous-marins, on s’attendait à ce que le Canada trouve des équipages pour déplacer les bateaux des Bermudes. La Marine royale canadienne n’en voulait pas et a essayé de les faire reprendre par l’Amirauté.
La Marine royale canadienne, forcée de prendre les sous-marins, était à son tour obligée de cesser l’utilisation des sous-marins de classe CC, car elle ne pouvait pas équiper les quatre bateaux. Le H15 arriva à Halifax en Nouvelle-Écosse en juin 1919. Comme la classe CC précédente, un « C » a été placé devant le nom du navire pour indiquer qu’il appartenait au Canada.
Mis en service dans la Marine royale canadienne le 1er avril 1921 à Halifax, il fallut deux mois pour rendre le CH-15 et son sister-ship opérationnels,. En juillet 1921, les deux bateaux fonctionnaient et s’entraînaient avec le reste des forces armées canadiennes qui pratiquaient la défense portuaire . Alors qu’il était en service, le sous-marin a été utilisé principalement pour la formation à la lutte anti-sous-marine. Après un débat sur le fait que rester à Halifax pendant les mois d’hiver serait préjudiciable au statut des navires, le CH-15 et son sister-ship, accompagnées du HMS Wistaria, passèrent l’hiver aux Bermudes. Les deux sous-marins sont retournés à Halifax en avril 1922. À la suite de l’élection du gouvernement Mackenzie King, le Service naval a dû réduire ses dépenses. À leur retour, il a été constaté que le gouvernement avait refusé de payer pour l’entretien des sous-marins et ils ont été vendus le 22 juin 1922.
À la suite de leur déclassement, un rapport a été commandé qui examinait les coûts d’entretien et de réactivation des sous-marins. Il a été jugé trop coûteux et le plan a été abandonné. En février 1925, l’Amirauté s’enquiert de l’état des deux navires de guerre et la réponse est négative, mettant en doute la capacité des deux bateaux à reprendre du service. En 1926, les deux sous-marins ont été mis en vente avec le HMCS Aurora, le produit de la vente allant à la Royal Navy. Le CH-15 a été vendu le 9 mars 1927 pour la ferraille et démoli,.